# 迤那镇
迤那镇，是中华人民共和国贵州省毕节市威宁彝族回族苗族自治县下辖的一个乡镇级行政单位。

## 行政区划
迤那镇下辖以下地区：
中心村、合兴村、五星村、中海村、樱桃村、乡民村、茨营村、新田村、文昌村、水塘村、青山村、大山村、双营村和莲花村。